# Монреальські експерименти
Монреальські експерименти — це серія експериментів, спочатку спрямованих на лікування шизофренії шляхом зміни спогадів і стирання думок пацієнтів за допомогою методу «психічного водіння» (англ. «psychic driving») шотландського психіатра Дональда Юена Кемерона, а також медикаментозного сну, інтенсивної електросудомної терапії, сенсорної депривації і торазину. Експерименти проводилися в Меморіальному інституті Аллана Університету Макгілла між 1957 і 1964 роками Кемероном і фінансувалися ЦРУ в рамках проекту MKUltra, який тривав до 1973 року і був розкритий громадськості лише в 1975 році.
Пацієнти цього експерименту очікували позитивних змін від лікування Кемерона. Однак ці пацієнти серйозно страждали в умовах, які не відповідали правам людини. Не лише пацієнти, але й їхні сім'ї досі відчувають довготривалий вплив на своє психічне здоров'я. Деякі з цих симптомів включають ретроградну амнезію, а також порушення повсякденних життєвих навичок, таких як самообслуговування.
До сьогодні тема Монреальських експериментів замовчується ЦРУ, яке активно перешкоджає витоку інформації про ці експерименти до громадськості, вдаючись до знищення файлів або угоди про нерозголошення.
Невідомо, чи знав Кемерон, що фінансування його експериментів надходило від ЦРУ; стверджується, що він проводив би точно такі ж експерименти, якби фінансування надходило з джерела без прихованих мотивів

## Дональд Юен Кемерон

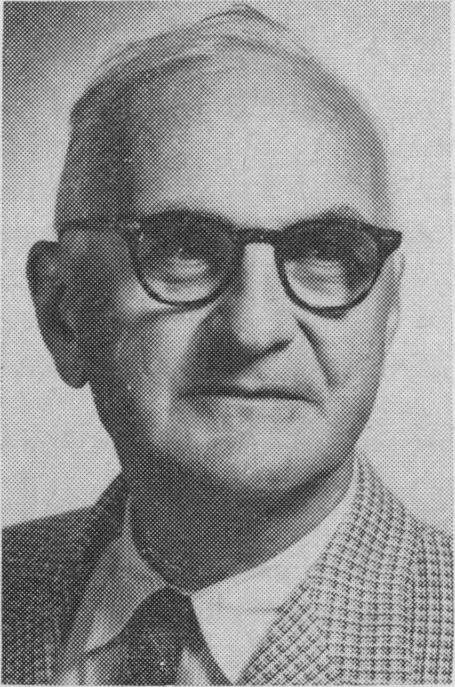
Дональд Юен Камерон приблизно у 1967 році

Дональд Юен Кемерон був ключовою фігурою Монреальських експериментів. Камерон народився 24 грудня 1901 року в Шотландії і закінчив Університет Глазго в 1924 році. У 1929 році він переїхав до Канади, де працював у психіатричній лікарні Брендона в Манітобі головним лікарем. У 1938 році отримав диплом з психіатрії і став професором неврології та психіатрії в Університеті Олбані, де розпочав дослідження сенсорної депривації та пам'яті.
У 1953 році він розробив свою теорію «психічного водіння» для лікування шизофренії, яку пізніше використовував на своїх пацієнтах в рамках проекту MKUltra під кодовою назвою «Підпроект 68», для якого він був завербований ЦРУ в 1957 році. За проведення цих експериментів йому заплатили 69 000 доларів через підставну компанію «Товариство дослідження екології людини» (англ. «Society for the Investigation of Human Ecology») з 1957 по 1964 рік, а також він отримав «понад 500 000 доларів між 1950 і 1965 роками» від федерального уряду. Він раптово покинув проект за чотири роки до закінчення контракту.
У 1961 році став президентом Всесвітньої психіатричної асоціації після того, як вже був президентом Американської психіатричної асоціації та Канадської психіатричної асоціації.
У 1967 році він помер від серцевого нападу.

## Поводження
З метою викликати у людей зміни, що триватимуть усе життя, Кемерон використовував різні методи депатернізації та репатернізації мозку. Процедури включали «психічне водіння», медикаментозний сон, інтенсивну електросудомну терапію, сенсорну депривацію та введення нейролептика торазину.
Медикаментозний сон
Кемерон використовував дози торазину для введення пацієнтів у штучну кому.
Медикаментозний сон, який відбувався в «кімнаті для сну», зазвичай тривав від кількох днів до 86 днів; довше, ніж очікували пацієнти. Камерон часто поєднував періоди сну з ін'єкціями галюциногенних препаратів (наприклад, ЛСД), а також із застосуванням електрошоку та програванням у вухах пацієнтів попередньо записаних повідомлень.
Електросудомна терапія (ЕСТ)

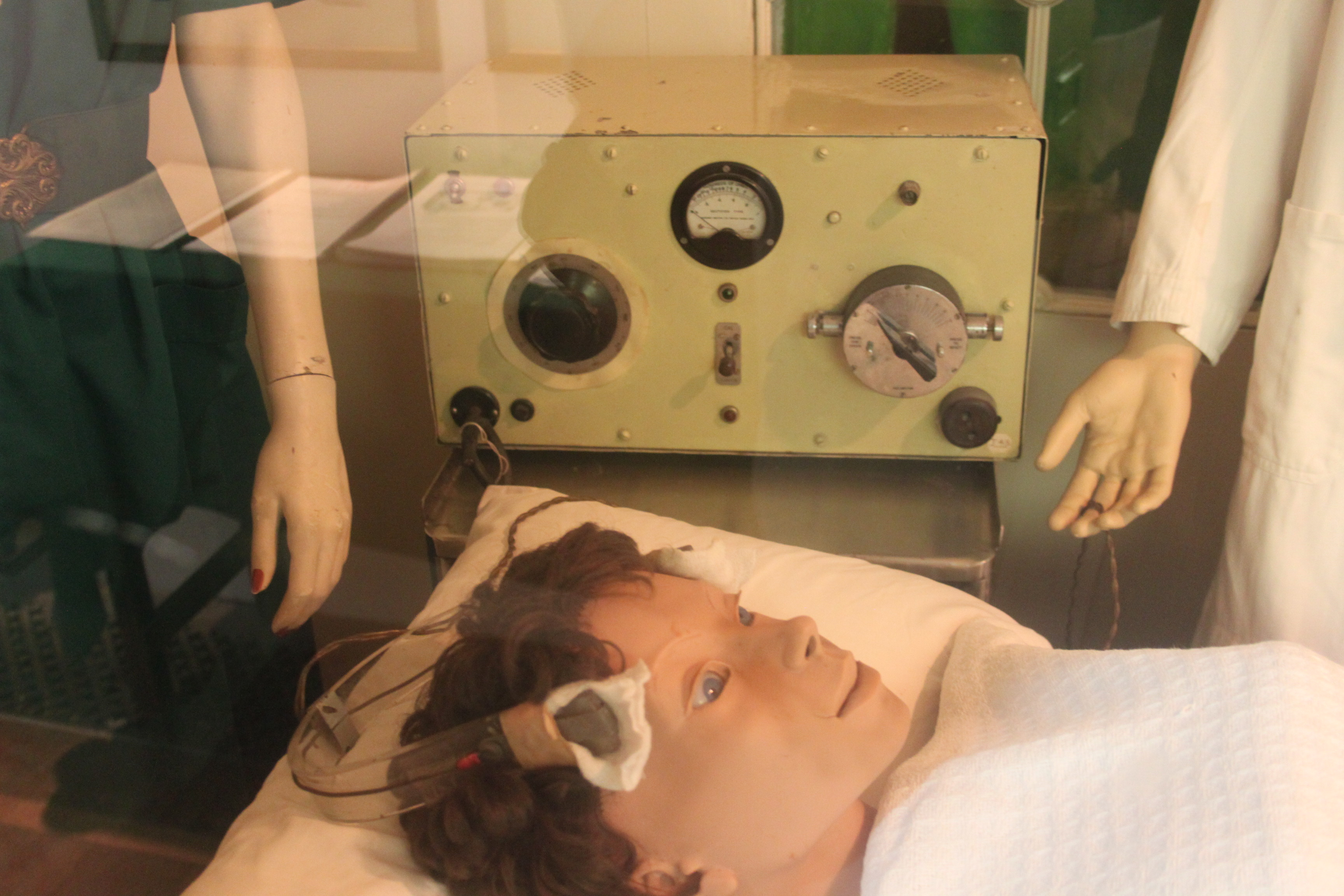
Електросудомна терапія

Електросудомна терапія (також звана електрошоковою терапією) — це процедура, яка використовується для лікування психологічних розладів, таких як стійка до лікування депресія.
Іншим способом зміни структури мозку є інтенсивна електросудомна терапія (електрошокова терапія). Зазвичай призначали 2-3 щоденні сеанси, що складалися з шести 150-вольтових ударів струмом тривалістю одна секунда. Після 30-40 щоденних сеансів Кемерон поступово зменшив їхню кількість і завершив лікування після дворічної програми спостереження з одним сеансом на місяць.
Сенсорна депривація
Натхненний експериментом Дональда Хебба про сенсорну депривацію та людське пізнання, Кемерон включив ці методи у свою програму лікування. Пацієнтів позбавляли органів чуття, закриваючи вуха, очі та/або шкіру. Крім того, пацієнтам давали мало їжі, води і кисню, натомість вводили наркотики (ЛСД, кураре), щоб тримати їх у паралізованому стані.
Психічне водіння
Для того, щоб змінити структуру мозку, пацієнтам доводилося багаторазово прослуховувати певні записи Кемерона. Цей процес тривав до 16 годин на день, і за весь період повідомлення могли повторюватися до півмільйона разів. Перші 10 днів записи містили особисті негативні повідомлення, після чого наставали 10 днів позитивних повідомлень.
Тривозі, яка виникала у пацієнтів, протидіяли великими дозами заспокійливих препаратів, таких як амітал натрію та ларгактил

## Піддослідні
Невідомо, скільки саме людей було піддано Монреальським експериментам, але понад 300 осіб звернулися за компенсацією до канадського уряду в 1992 році. Піддослідні переважно мали проблеми з психічним здоров'ям, такі як депресія і шизофренія, і сподівалися, що Дональд Юен Кемерон вилікує їх від цих хвороб. Жоден з них не давав інформованої згоди на процедури і не знав про проведення експериментів. Це було грубим порушенням Нюрнберзького кодексу — етичного кодексу, створеного після Другої світової війни. Над дітьми та дорослими з різних соціальних верств населення проводили експерименти, більшість з них до трьох років.
Жертви часто страждали на ретроградну амнезію до кінця життя і були змушені заново вчитися більшості навичок, які вони мали. Багато з них перебували в дитячому стані, і їх навіть доводилося привчати до горщика. Сім'ї описували їх як ще більш емоційно нестабільних, ніж раніше, і деякі з них не змогли жити нормальним життям після цього. Однією з таких жертв була Джин Стіл, чия дочка сказала, що вона ніколи не стала колишньою жінкою. Джин сиділа на самоті в темряві, писала коди на стінах і, за словами дочки, «Її емоції були вирвані. Це забрало її душу».

## Наслідки
Проект MKUltra офіційно завершився в 1973 році, приблизно в той час, коли вибухнув Вотергейтський скандал.
Лише в 1975 році широка громадськість була поінформована про масштаби втручання ЦРУ, значною мірою завдяки участі Церковного комітету, якому було доручено розслідувати «масштаби, якщо такі були, незаконної, неналежної або неетичної діяльності будь-якого агентства федерального уряду».
Під час сенатських слухань 1977 року щодо MKUltra сенатор Едвард «Тед» Кеннеді закликав оприлюднити всі документи, що стосуються MKUltra, заявивши, що «найкращий спосіб залишити цей період позаду, очевидно, — це мати повну інформацію…». Сенатські слухання також дозволили тодішньому директору ЦРУ Стенсфілду Тернеру виступити із заздалегідь підготовленою заявою і розповісти про виявлення семи ящиків інформації, пов'язаної з проектом MKUltra, більшість з яких, як виявилося, складалися з «дозволів на авансування коштів, ваучерів, звітів і тому подібного — більшість з яких не дуже інформативні щодо характеру діяльності, яка проводилася». Через це дуже важко судити про ступінь участі ЦРУ в Монреальських експериментах.
Більше інформації було розкрито в документальному серіалі канадської телекомпанії CBC «П'ята влада» (англ. «The Fifth Estate»). У 1980 році вийшов перший епізод про проект MKUltra, в якому не лише вперше прозвучали свідчення двох канадських пацієнтів, які пройшли лікування, але й було виявлено, що Оттава допомогла приховати інформацію про те, що співробітники ЦРУ вибачилися перед канадським урядом після того, як про експерименти стало відомо.
Другий епізод, випущений у 2017 році, зосереджується на сучасній боротьбі жертв за отримання компенсації, перешкодах, які чиняться, щоб не дати їм можливості розповісти про свій досвід, а також на зусиллях ЦРУ та канадського уряду приховати свою причетність до експериментів. Зокрема, згадується колективний позов 1988 року, поданий жертвами проти ЦРУ, який вони виграли, отримавши по 67 000 доларів США, а також компенсація від канадського уряду 1992 року, коли 77 осіб отримали по 100 000 доларів США, але відмовилися від права подавати позови до суду на уряд або лікарню. Ця компенсація не поширювалася на 250 інших жертв, яким було відмовлено на підставі того, що вони «не зазнали достатніх катувань, подали заяву надто пізно, або через те, що вони не змогли пред'явити свої історії хвороби».
До сьогодні ані канадський уряд, ані ЦРУ не принесли офіційних вибачень за свою участь та фінансування проекту MKUltra або Монреальських експериментів. У 2017 році канадський уряд досяг позасудового врегулювання з дочкою одного з пацієнтів, виплативши 100 000 доларів США в обмін на припинення судової справи та підписання угоди про нерозголошення, яка б не дозволяла їй говорити про це позасудове врегулювання.

## Критика
Немає чітких доказів того, що насправді відбувалося під час Монреальських експериментів. Жодна з особистих справ Кемерона, що стосуються його експериментів, не збереглася. Інші документи, які могли б підтвердити Монреальські експерименти, або вже не існують, або все ще засекречені. Більшість інформації про експерименти ґрунтується на свідченнях жертв, особливо їхніх щоденниках або судових протоколах.